# Крапивново (Крапивновское сельское поселение)

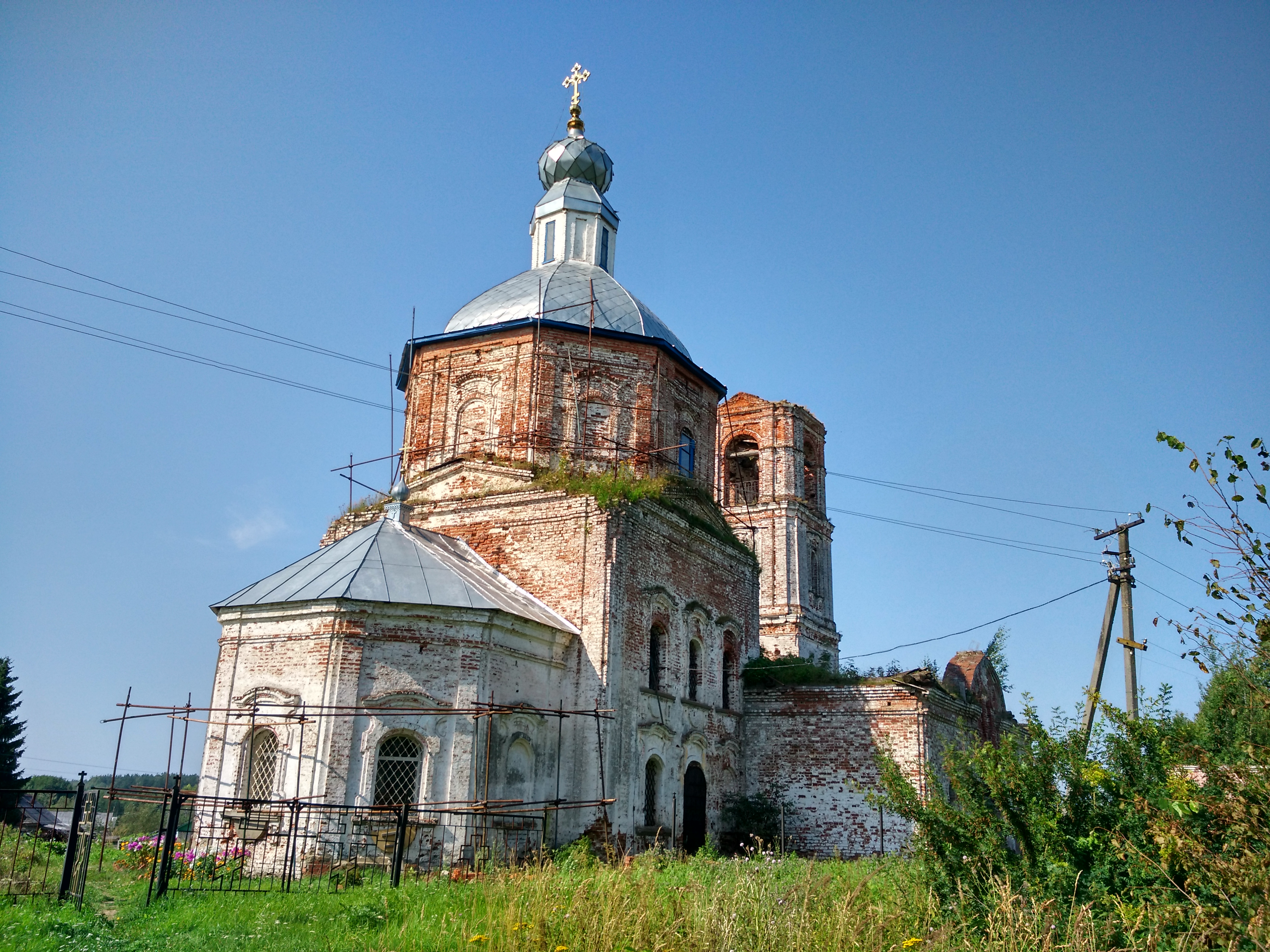
Крапивново, Владимирская церковь

Крапивново — село в Тейковском районе Ивановской области России, административный центр Крапивновского сельского поселения.

## География
Село расположено в 20 км на запад от райцентра города Тейково на автодороге 24К-260 Ростов - Иваново. 

## История
В первой половине XVIII столетия в селе существовала церковь деревянная в честь Святителя и Чудотворца Николая. В 1767 году прихожане построили новую каменную церковь с двумя престолами: в холодной — в честь Владимирской иконы Божьей Матери и в теплом приделе — в честь Святителя и Чудотворца Николая. В 1858-1863 годах теплая церковь была расширена и в ней кроме Никольского престола устроены были еще два: во имя великомученика Дмитрия и во имя Архистратига Михаила. В 1868 году при церкви построена новая каменная колокольня восьмигранная трехъярусная, в 1871 году пристроена к церкви каменная паперть. Ограда около церкви и колокольни существовала с 1834 года. В 1893 году приход состоял из села (38 дворов) и деревень Кондраково, Власиха, Сухово, Вязовицы, Красницы, Понино, Осиновка, Марьино. Всех дворов в приходе 247, мужчин — 680, женщин — 768. В селе имелось народное училище. 
В конце XIX — начале XX века село являлось центром Крапивновской волости Суздальского уезда Владимирской губернии.
С 1929 года село являлось центром Крапивновского сельсовета Тейковского района, с 2005 года — центр Крапивновского сельского поселения.

## Население
| 1859 | 1905 | 2010 |
| ---- | ---- | ---- |
| 165  | ↗202 | ↗543 |

## Достопримечательности
В селе находится действующая церковь Владимирской иконы Божией Матери (1767-1871)